# Lynn (Massachusetts)
Lynn est une ville des États-Unis, dans le Massachusetts, Comté d'Essex, fondée en 1629. Du temps de la colonisation britannique, Lynn constituait une part importante de l'industrie régionale de la chaussure et des tanneries qui démarrèrent en 1635. Cela est rappelé par une petite botte en haut du sceau de la ville.
La ville s'étend sur 34,9 km2, comprenant 6,9 km2 d'eau (19,87 % de la surface totale).
Au dernier recensement de 2010, la ville comptait 90 329 habitants.  

## Personnalités liées
- Pompey Mansfield, personnalité historique afro-américaine marquante de la Nouvelle-Angleterre coloniale. À Lynn, il devient l'un des premiers Noirs à posséder des terres au Massachusetts et un leader respecté de la communauté noire ;
- Jan Ernst Matzeliger (1852-1889), inventeur originaire du Suriname y est décédé ;
- Lydia Pinkham (1819-1883), herboriste, y est née et y est décédée.